# ᵶ
'Ƶ، ƶ یا‏ Z ِسرکش‌دار یکی از حروف الفبای لاتین است و متشکل از یک Z به همراه یک سرکش در میان آن.
در نیمهٔ نخست سدهٔ بیستم، در الفبای که برای زبان تاتاری طرح‌نموده‌بودند، این حرف نماد آوای ژ بود. در ۱۹۹۲ نیز در استفاده از لاتین برای نگارش زبان چچنی نیز از Ƶ برای نشان‌دادن آوای ژ بهره‌بردند. میان سال‌های ۱۹۳۱ تا ۱۹۴۱ میلادی هم این حرف در الفبای لاتین زبان مغولی نشان‌دهندهٔ آوای [d͡ʒ]‏ بود.
در لهستانی، این حرف صورت دیگری از نگارش Ż است.
در گذشته یکی از حروف الفبای تاجیکی بود و نماد آوای ژ بود.

## دیگر کاربردها
گاه از Ƶ به عنوان نشان زئیر زئیر -یکای پول پیشین جمهوری دموکراتیک کنگو- استفاده می‌شد. در دانش‌های مختلف چون ریاضیات مهندسی و غیره نیز در حالت دستنویس از Ƶ بهره می‌برند تا با 2 اشتباه ظاهری پیدانکند.